# Wonder World Tour

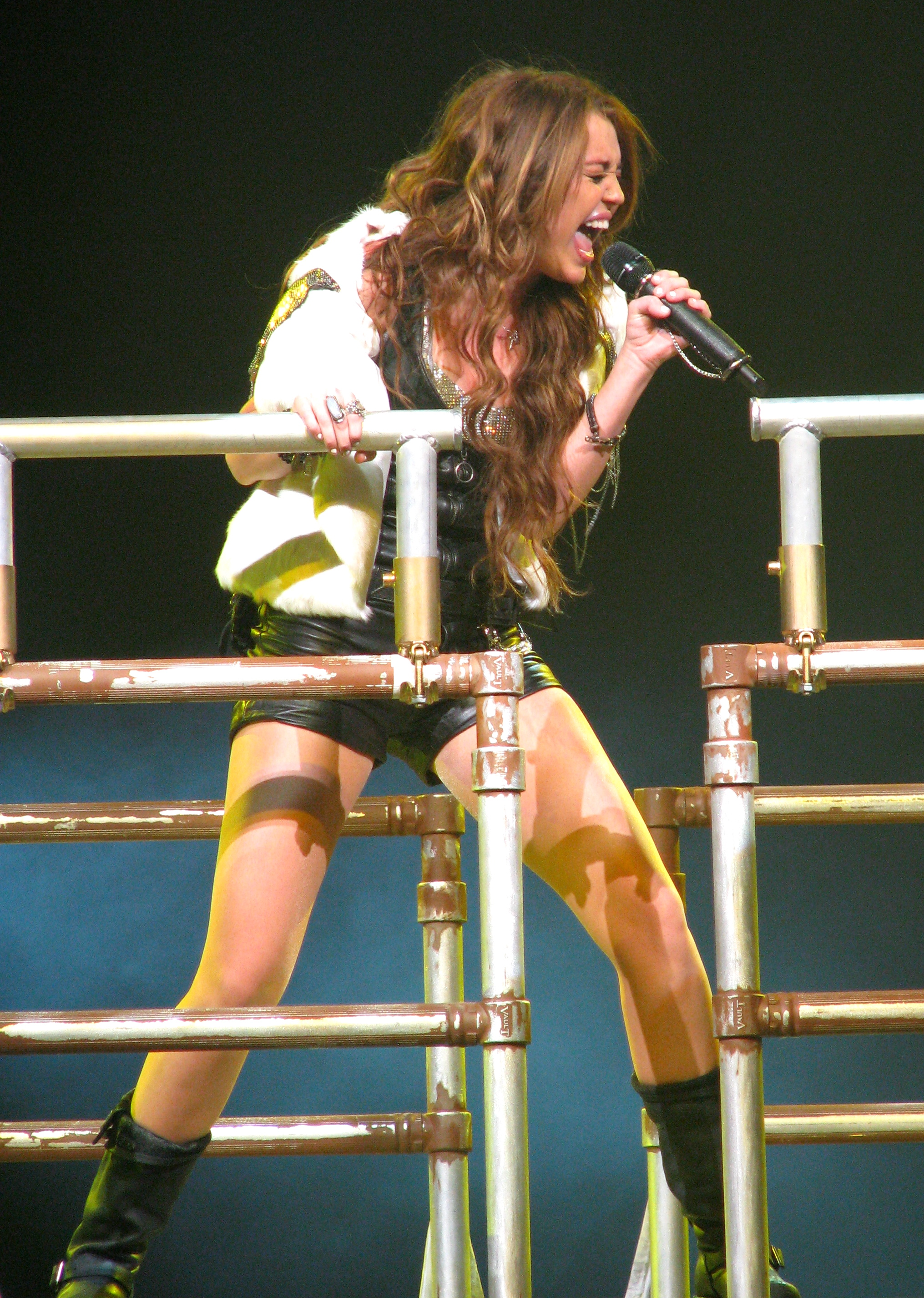
Cyrus rozpoczynająca trasę piosenką „Breakout”.

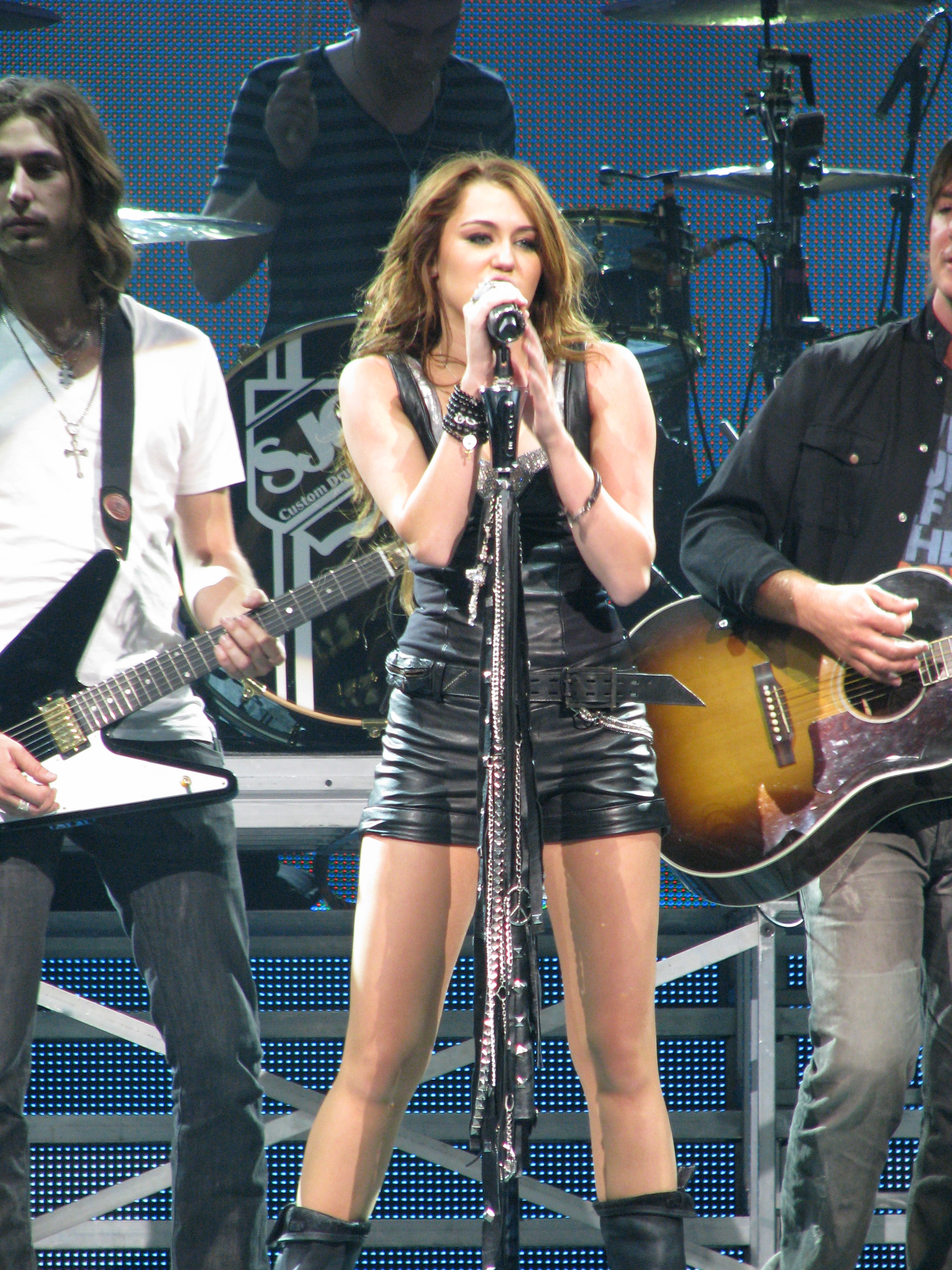
Cyrus śpiewająca „7 Things”.

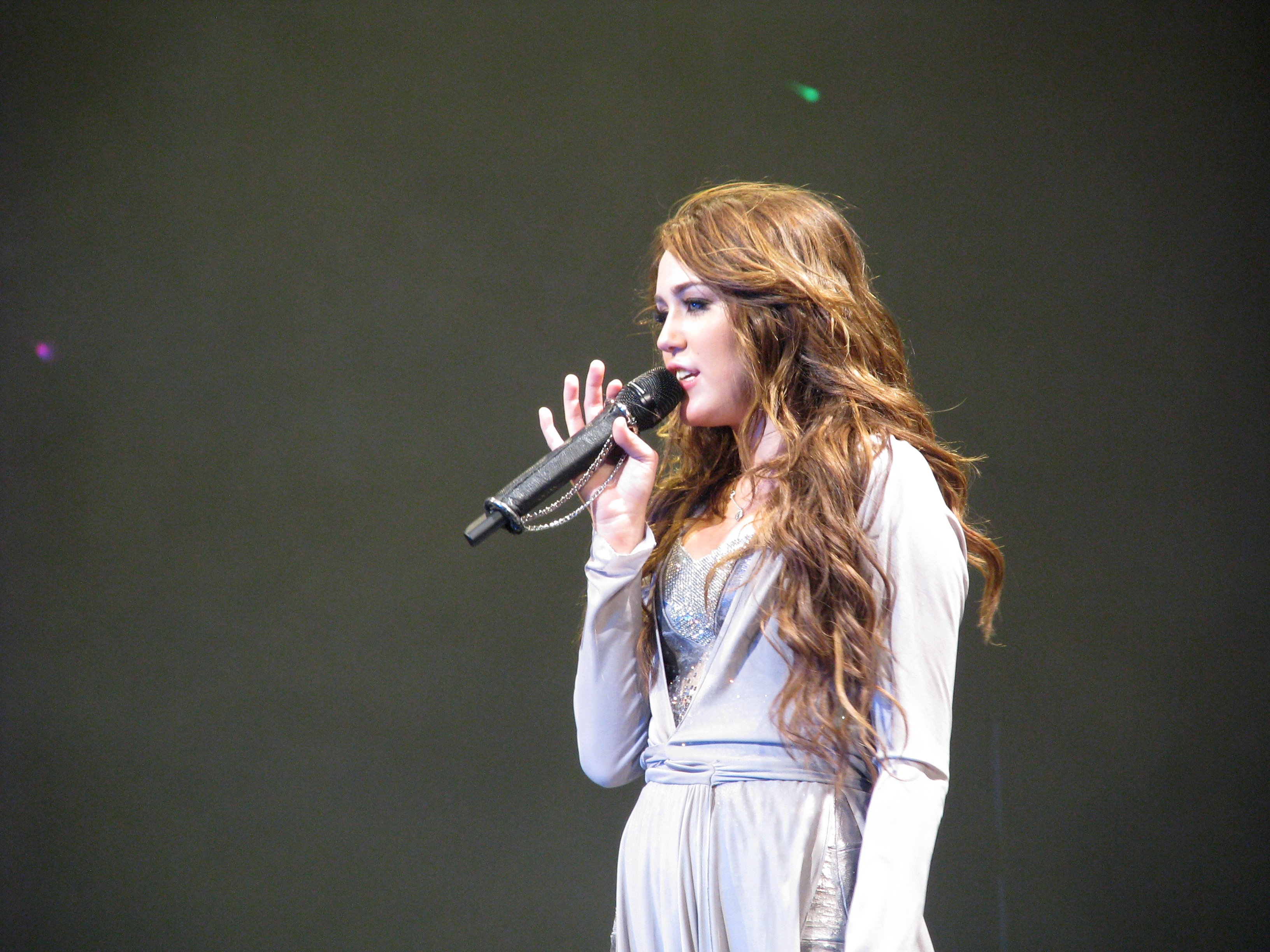
Cyrus śpiewająca „Bottom of the Ocean”.

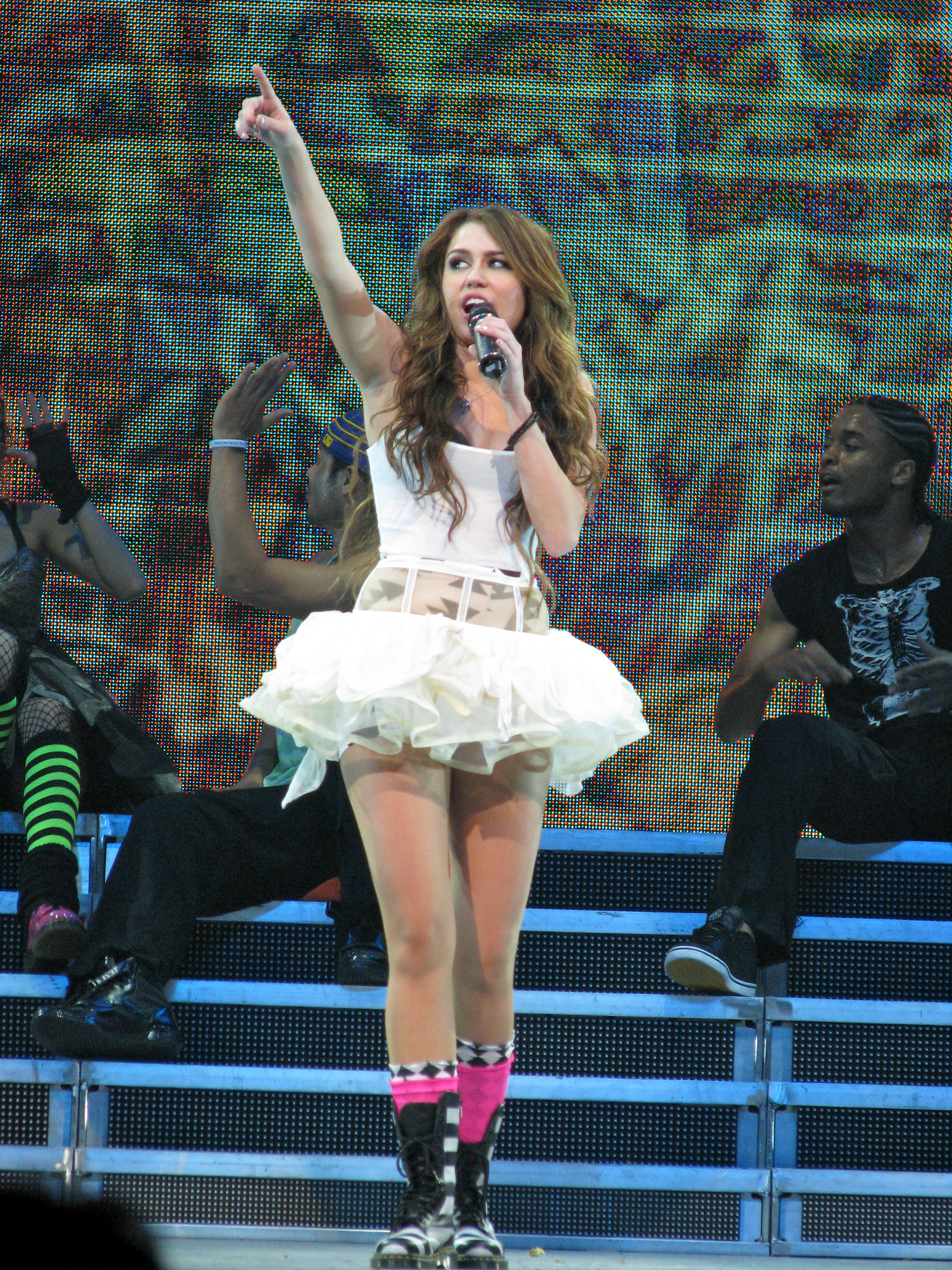
Cyrus śpiewająca „Hoedown Throwdown”

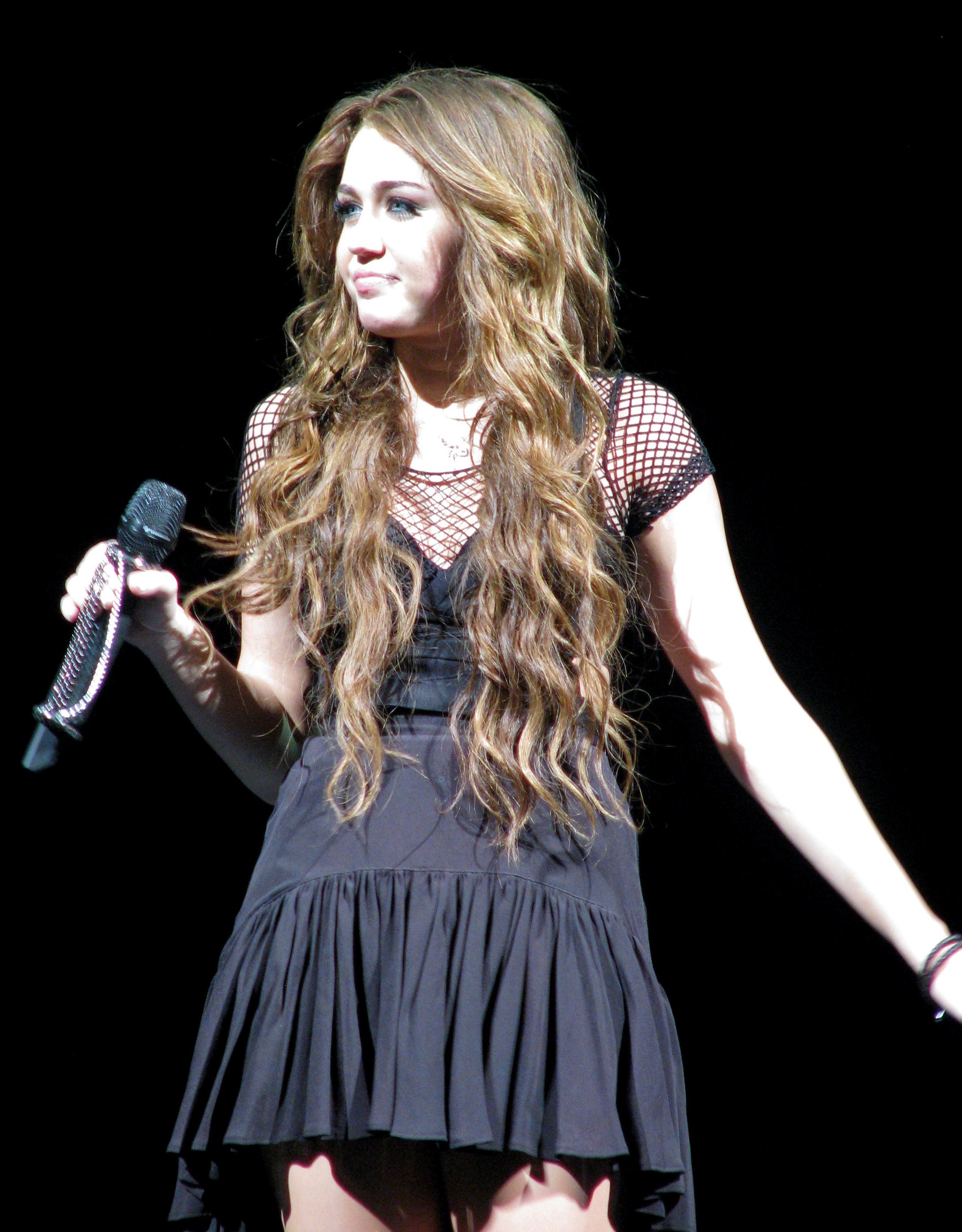
Cyrus śpiewająca „When I Look at You”

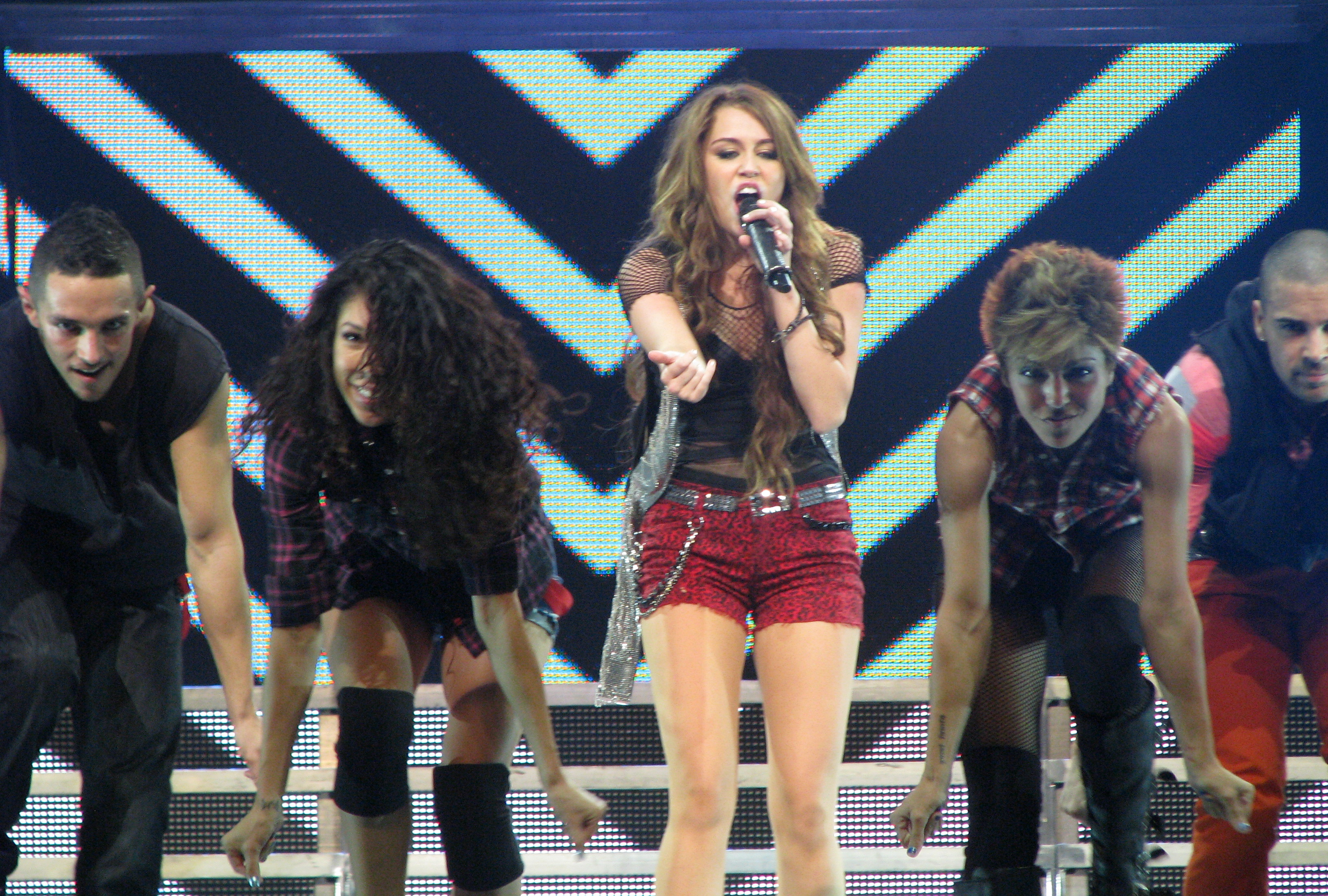
Cyrus śpiewająca „Spotlight”.

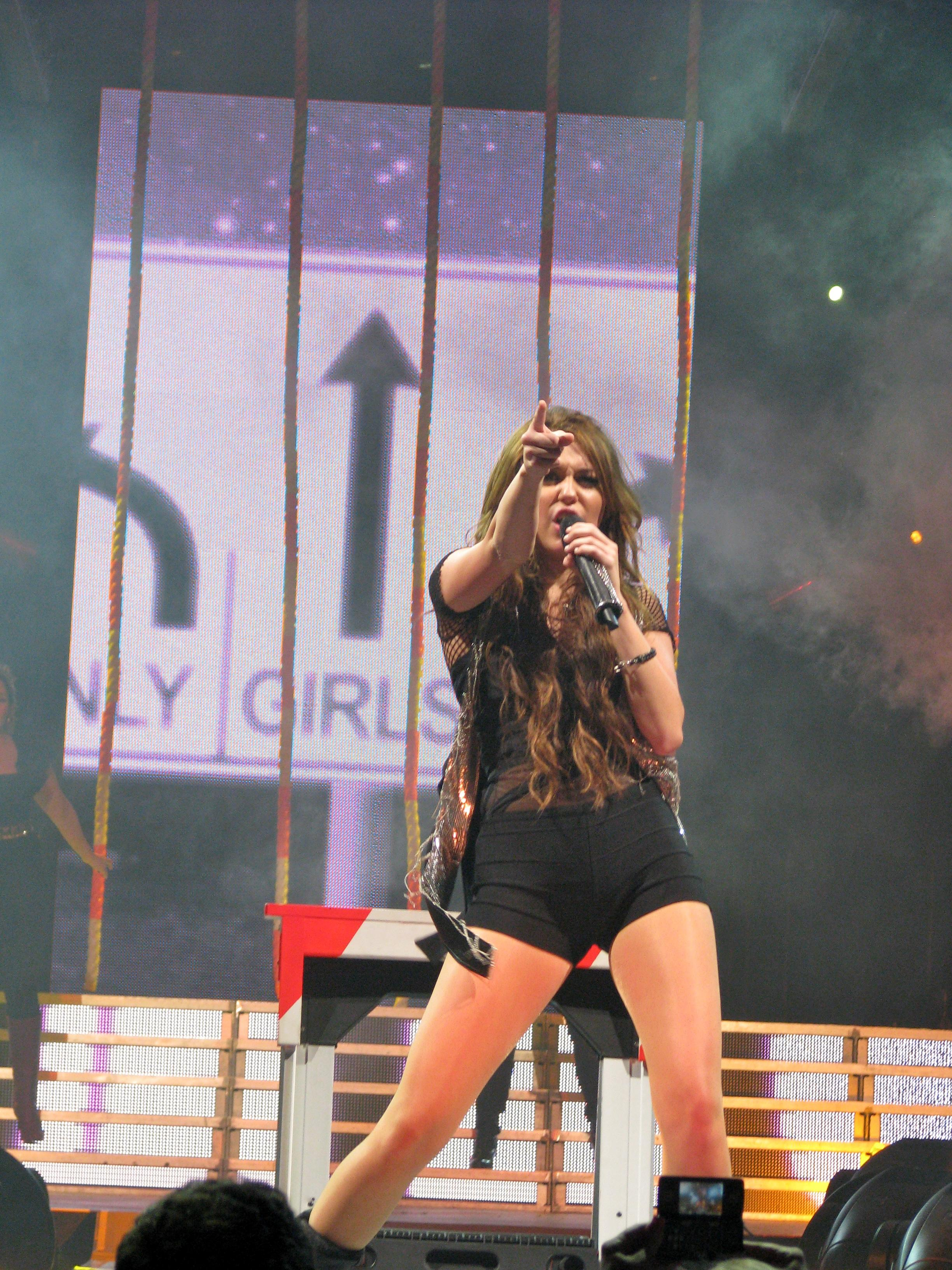
Cyrus śpiewająca „G.N.O. (Girl's Night Out).”

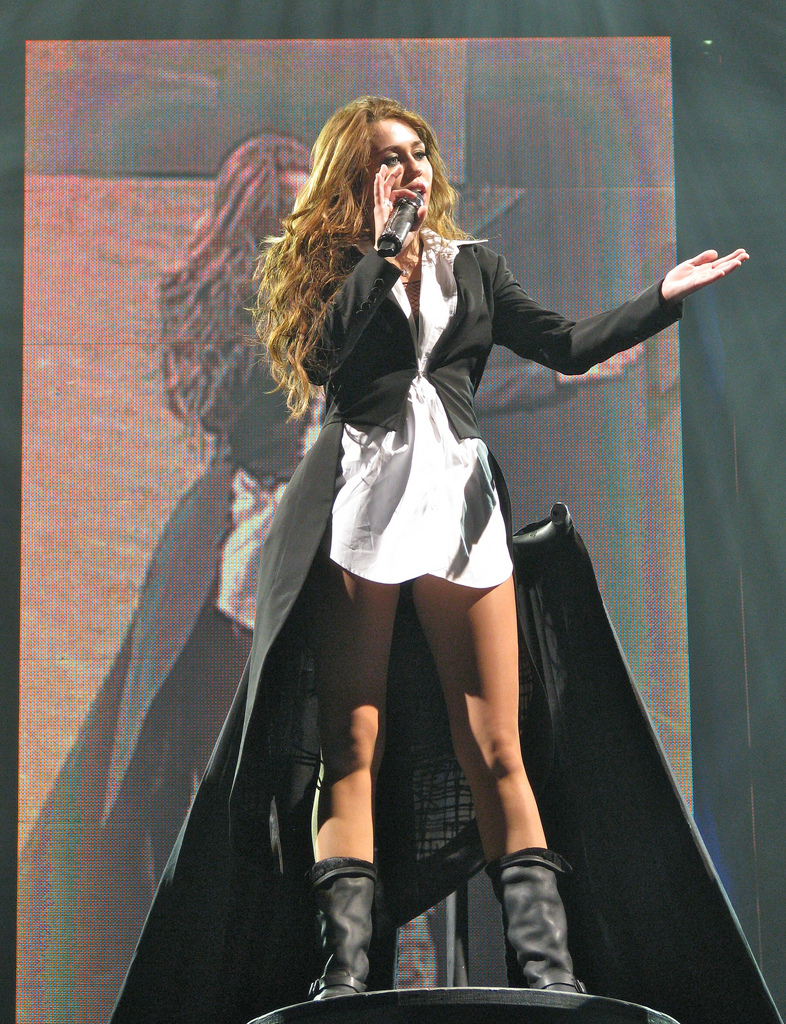
Cyrus śpiewająca „Simple Song”.

Wonder World Tour – trasa koncertowa Miley Cyrus promująca albumy The Time of Our Lives, Breakout oraz Hannah Montana: Film, wzbogacona jednocześnie o utwory z płyty Meet Miley Cyrus. Trasa rozpoczęła się 14 września w Stanach Zjednoczonych, a zakończyła 28 grudnia w Europie. Support podczas występów stanowił zespół Metro Station, w którym gra brat Miley, Trace Cyrus. W przeciwieństwie do wcześniejszej trasy wokalistki, Best of Both Worlds, Wonder World Tour jest bardziej dynamiczną i rockową trasą, i mającą styl tylko Miley. Cyrus odcięła się od wizerunku Hanny Montany, chcąc, by ludzie zobaczyli ją samą.
Po 45 koncertach dochód ze sprzedaży biletów wyniósł 45.2 milionów dolarów.
18 czerwca 2010 roku telewizja ABC wyemitowała godzinny program Miley Cyrus: Live from London, dokumentujący koncert wokalistki w Londynie. Wydanie obejrzały 2.7 miliony widzów. Natomiast zapis całego londyńskiego koncertu wydany został na edycji CD/DVD albumu Can’t Be Tamed.

## Piosenki wykonywane podczas trasy
Na koncercie Miley wykonywała trzy piosenki z płyty Hannah Montana 2/Meet Miley Cyrus, siedem (nie licząc „See You Again (Rock Mafia Remix)”) z Breakout, cztery utwory z Hannah Montana: The Movie i cztery z The Time of Our Lives oraz cover Joan Jetty. Dodatkowo, Cyrus wykonywała dwa utwory przypisywane Montanie: „Let’s Get Crazy” i „Spotlight”.

## Support
Amerykański zespół Metro Station, którego członkiem jest Trace Cyrus, stanowił support podczas koncertów.
- Metro Station

1. „Wish We Were Older”
2. „California”
3. „Now that We're Done”
4. „Kelsey”
5. „Japanese Girls”
6. „Control”
7. „Seventeen Forever”
8. „Shake It”

## Lista utworów
1. „Breakout”
2. „Start All Over”
3. „7 Things”
4. „Kicking and Screaming”
5. „Bottom of the Ocean”
6. „Fly on the Wall”
7. „Let’s Get Crazy”
8. „Hoedown Throwdown”
9. „These Four Walls”
10. „When I Look at You”
11. „Obsessed”
12. „Spotlignt”
13. „G.N.O. (Girl’s Night Out)”
14. „I Love Rock 'N Roll” (cover utworu Joan Jett)
15. „Party in the U.S.A.”
16. „Wake Up America”
17. „Simple Song”
18. „See You Again"
19. „The Climb”

"See You Again” i „The Climb” wykonywane były również podczas bisów.
Notatki
- 29 września 2009 roku w Salt Lake City Miley wykonując utwór „7 Things” zbiegła ze sceny z powodu anginy[5][6]. Jej zespół grał nadal, tancerki tańczyły i wykonywały utwór za nią. Wokalistka wzięła lekarstwa i po piętnastu minutach wróciła na scenę. Z powodu anginy piosenki „Kicking and Screaming” i „Simple Song” zostały wykonane później, niż przewidziane to jest w liście utworów.
- 10 października w Milwaukee Miley zamiast piosenki „Wake Up America” wykonała duet z Tracem Cyrusem „Hovering”, pochodzący z reedycji krążka Breakout.

### Daty koncertów
| Stany Zjednoczone    |                   |                   |                                   |
| 14 września 2009     | Portland          | Stany Zjednoczone | Rose Garden Arena                 |
| 16 września 2009     | Tacoma            | Stany Zjednoczone | Tacoma Dome                       |
| 18 września 2009     | Oakland           | Stany Zjednoczone | Oracle Arena                      |
| 20 września 2009     | San Jose          | Stany Zjednoczone | HP Pavilion at San Jose           |
| 22 września 2009     | Los Angeles       | Stany Zjednoczone | Staples Center                    |
| 23 września 2009     | Anaheim           | Stany Zjednoczone | Honda Center                      |
| 25 września 2009     | Glendale          | Stany Zjednoczone | jobing.com Arena                  |
| 26 września 2009     | Las Vegas         | Stany Zjednoczone | Thomas & Mack Center              |
| 29 września 2009     | Salt Lake City    | Stany Zjednoczone | EnergySolutions Arena             |
| 6 października 2009  | Auburn Hills      | Stany Zjednoczone | The Palace of Auburn Hills        |
| 7 października 2009  | Columbus          | Stany Zjednoczone | Nationwide Arena                  |
| 9 października 2009  | Des Moines        | Stany Zjednoczone | Wells Fargo Arena                 |
| 10 października 2009 | Milwaukee         | Stany Zjednoczone | Bradley Center                    |
| 12 października 2009 | Tulsa             | Stany Zjednoczone | BOK Center                        |
| 13 października 2009 | Omaha             | Stany Zjednoczone | Qwest Center                      |
| 15 października 2009 | San Antonio       | Stany Zjednoczone | AT&T Center                       |
| 17 października 2009 | Kansas City       | Stany Zjednoczone | Sprint Center                     |
| 18 października 2009 | Dallas            | Stany Zjednoczone | American Airlines Center          |
| 20 października 2009 | Nowy Orlean       | Stany Zjednoczone | New Orleans Arena                 |
| 21 października 009  | Memphis           | Stany Zjednoczone | FedExForum                        |
| 23 października 2009 | Birmingham        | Stany Zjednoczone | BJCC Arena                        |
| 24 października 2009 | North Little Rock | Stany Zjednoczone | Verizon Arena                     |
| 27 października 2009 | Chicago           | Stany Zjednoczone | United Center                     |
| 28 października 2009 | St. Louis         | Stany Zjednoczone | Scottrade Center                  |
| 29 października 2009 | Minneapolis       | Stany Zjednoczone | Target Center                     |
| 31 października 2009 | Louisville        | Stany Zjednoczone | Freedom Hall                      |
| 1 listopada 2009     | Lexington         | Stany Zjednoczone | Rupp Arena                        |
| 3 listopada 2009     | Waszyngton        | Stany Zjednoczone | Verizon Center                    |
| 4 listopada 2009     | Filadelfia        | Stany Zjednoczone | Wachovia Center                   |
| 5 listopada 2009     | University Park   | Stany Zjednoczone | Bryce Jordan Center               |
| 7 listopada 2009     | Newark            | Stany Zjednoczone | Prudential Center                 |
| 8 listopada 2009     | Newark            | Stany Zjednoczone | Prudential Center                 |
| 9 listopada 2009     | Boston            | Stany Zjednoczone | TD Garden                         |
| 12 listopada 2009    | Hartford          | Stany Zjednoczone | XL Center                         |
| 15 listopada 2009    | Cleveland         | Stany Zjednoczone | Quicken Loans Arena               |
| 16 listopada 2009    | Indianapolis      | Stany Zjednoczone | Conseco Fieldhouse                |
| 18 listopada 2009    | Uniondale         | Stany Zjednoczone | Nassau Veterans Memorial Coliseum |
| 19 listopada 2009    | Uniondale         | Stany Zjednoczone | Nassau Veterans Memorial Coliseum |
| 22 listopada 2009    | Greensboro        | Stany Zjednoczone | Greensboro Coliseum               |
| 24 listopada 2009    | Charlotte         | Stany Zjednoczone | Time Warner Cable Arena           |
| 25 listopada 2009    | Nashville         | Stany Zjednoczone | Sommet Center                     |
| 28 listopada 2009    | Columbia          | Stany Zjednoczone | Colonial Life Arena               |
| 29 listopada 2009    | Atlanta           | Stany Zjednoczone | Philips Arena                     |
| 1 grudnia 2009       | Tampa             | Stany Zjednoczone | St. Pete Times Forum              |
| 2 grudnia 2009       | Miami             | Stany Zjednoczone | American Airlines Arena           |
| Europa               |                   |                   |                                   |
| 13 grudnia 2009      | Londyn            | Wielka Brytania   | The O2 Arena                      |
| 14 grudnia 2009      | Londyn            | Wielka Brytania   | The O2 Arena                      |
| 16 grudnia 2009      | Dublin            | Irlandia          | The O2                            |
| 17 grudnia 2009      | Dublin            | Irlandia          | The O2                            |
| 19 grudnia 2009      | Londyn            | Wielka Brytania   | The O2 Arena                      |
| 20 grudnia 2009      | Londyn            | Wielka Brytania   | The O2 Arena                      |
| 22 grudnia 2009      | Birmingham        | Wielka Brytania   | National Exhibition Centre        |
| 23 grudnia 2009      | Birmingham        | Wielka Brytania   | National Exhibition Centre        |
| 27 grudnia 2009      | Manchester        | Wielka Brytania   | Manchester Evening News Arena     |
| 28 grudnia 2009      | Manchester        | Wielka Brytania   | Manchester Evening News Arena     |
| 29 grudnia 2009      | Londyn            | Wielka Brytania   | The O2 Arena                      |

## Box office
| Obiekt                   | Miasto            | Bilety sprzedane / dostępne | Dochód      |
| ------------------------ | ----------------- | --------------------------- | ----------- |
| Rose Garden              | Portland          | 10,917 / 11,787 (93%)       | $728,328    |
| Tacoma Dome              | Tacoma            | 15,242 / 15,920 (96%)       | $1,033,221  |
| Oracle Arena             | Oakland           | 13,881 / 14,480 (96%)       | $901,747    |
| HP Pavilion              | San Jose          | 13,100 / 13,918 (94%)       | $835,071    |
| Staples Center           | Los Angeles       | 14,584 / 14,584 (100%)      | $1,055,388  |
| Honda Center             | Anaheim           | 12,638 / 12,638 (100%)      | $956,981    |
| Jobing.com Arena         | Glendale          | 13,755 / 13,755 (100%)      | $993,003    |
| Thomas & Mack Center     | Las Vegas         | 11,426 / 12,512 (91%)       | $718,706    |
| EnergySolutions Arena    | Salt Lake City    | 10,885 / 12,525 (87%)       | $937,265    |
| Palace of Auburn Hills   | Auburn Hills      | 16,142 / 16,142 (100%)      | $1,090,009  |
| Nationwide Arena         | Columbus          | 14,191 / 15,135 (94%)       | $972,592    |
| Wells Fargo Arena        | Des Moines        | 14,174 / 14,174 (100%)      | $1,005,453  |
| Bradley Center           | Milwaukee         | 15,335 / 15,335 (100%)      | $1,043,433  |
| BOK Center               | Tulsa             | 13,151 / 14,063 (94%)       | $937,265    |
| Qwest Center             | Omaha             | 13,249 / 15,092 (88%)       | $928,176    |
| AT&T Center              | San Antonio       | 15,523 / 15,523 (100%)      | $1,059,159  |
| Sprint Center            | Kansas City       | 15,525 / 15,525 (100%)      | $1,111,178  |
| American Airlines Center | Dallas            | 15,102 / 15,102 (100%)      | $1,039,489  |
| New Orleans Arena        | New Orleans       | 15,359 / 15,359 (100%)      | $1,029,841  |
| FedExForum               | Memphis           | 12,256 / 13,010 (94%)       | $864,662    |
| BJCC Arena               | Birmingham        | 14,527 / 14,527 (100%)      | $1,012,737  |
| Verizon Arena            | North Little Rock | 14,119 / 15,325 (92%)       | $969,281    |
| United Center            | Chicago           | 16,600 / 16,600 (100%)      | $1,148,500  |
| Scottrade Center         | St. Louis         | 13,982 / 15,205 (92%)       | $982,909    |
| Target Center            | Minneapolis       | 14,966 / 15,867 (94%)       | $1,022,257  |
| Freedom Hall Coliseum    | Louisville        | 13,526 / 16,062 (84%)       | $851,635    |
| Rupp Arena               | Lexington         | 15,774 / 18,210 (87%)       | $976,313    |
| Verizon Center           | Washington, D.C   | 15,846 / 15,846 (100%)      | $1,071,917  |
| Wachovia Center          | Philadelphia      | 17,153 / 17,153 (100%)      | $1,209,364  |
| Bryce Jordan Center      | University Park   | 12,901 / 12,901 (100%)      | $932,270    |
| Prudential Center        | Newark            | 30,416 / 30,416 (100%)      | $2,090,972  |
| TD Garden                | Boston            | 14,981 / 14,981 (100%)      | $1,111,590  |
| XL Center                | Hartford          | 13,824 / 13,824 (100%)      | $1,000,448  |
| Quicken Loans Arena      | Cleveland         | 15,774 / 16,567 (95%)       | $1,072,833  |
| Conseco Fieldhouse       | Indianapolis      | 14,920 / 14,920 (100%)      | $1,018,200  |
| Nassau Coliseum          | Uniondale         | 29,277 / 29,277 (100%)      | $2,002,982  |
| Greensboro Coliseum      | Greensboro        | 17,597 / 17,597 (100%)      | $1,182,082  |
| Time Warner Cable Arena  | Charlotte         | 15,553 / 15,553 (100%)      | $1,048,004  |
| Sommet Center            | Nashville         | 14,692 / 14,692 (100%)      | $1,040,794  |
| Colonial Life Arena      | Columbia          | 14,557 / 14,557 (100%)      | $1,018,682  |
| Philips Arena            | Atlanta           | 15,000 / 15,000 (100%)      | $1,041,720  |
| St. Pete Times Forum     | Tampa             | 14,730 / 14,730 (100%)      | $1,035,875  |
| American Airlines Arena  | Miami             | 15,819 / 15,819 (100%)      | $1,098,931  |
| O2 Arena                 | London            | 80,679 / 80,679 (100%)      | $11,081,900 |
| O2                       | Dublin            | 17,495 / 17,495 (100%)      | $3,134,370  |
| LG Arena                 | Birmingham        | 25,635 / 25,635(100%)       | $3,494,140  |
| MEN Arena                | Manchester        | 32,926 / 32,926 (100%)      | $4,268,120  |
|                          | W sumie           | 707,508 / 728,943 (97%)     | $67,159,793 |